# Łąka (Silésie)
Pour les articles homonymes, voir Łąka.
Łąka est une localité polonaise de la gmina et du powiat de Pszczyna en voïvodie de Silésie.